# Jacques De Braekeleer
Pour les articles homonymes, voir de Braekeleer.
Jacques De Braekeleer (également prénommé Jacob, Jakob ou Jaak), né à Anvers le 30 mars 1823 et mort à Borgerhout le 25 octobre 1906 est un sculpteur belge. Les sujets de ses œuvres sont à la fois de nature religieuse et historique, parfois même des scènes de genre. 
Jacques De Braekeleer, considéré comme l'un des rénovateurs de la statuaire belge, vécut toute sa vie à Anvers et à Borgerhout. Ses œuvres sont conservées dans les musées bruxellois et anversois, ainsi que  

## Biographie

### Famille d'artistes
Jacques De Braekeleer, est le troisième fils de Jean Ferdinand Joseph de Braekeleer, serrurier (1783-1863) et d'Élisabeth Marie Aerts (1790-1845), parents de neuf enfants. Il est le frère d'Adrien de Braekeleer. Il est le neveu de Ferdinand de Braekeleer l'ancien, et le cousin de Ferdinand de Braekeleer le jeune et d'Henri de Braekeleer. Le peintre Henri Leys est également apparenté aux De Braekeleer, car il était le beau-frère de Ferdinand de Braekeleer l'ancien.

### Formation
Après ses études à l'athénée Royal d'Anvers, Jacques De Braekeleer reçoit une formation de sculpteur à l'Académie royale des beaux-arts d'Anvers. Ses professeurs sont Jean-Baptiste De Kuyper et Jean van Hool, entre autres. Au cours de sa formation, Jacques De Braekeleer se rend à Paris sur les conseils d'un acheteur bruxellois, où il s'instruit auprès d'Albert-Ernest Carrier-Belleuse et de Francisque Duret. Il débute par la réalisation de quelques bustes d'enfants. 
En 1841, il s'inscrit au concours à Gand. S'il ne parvient pas à surpasser ses concurrents, il réussit néanmoins à remporter un prix de mérite décerné conjointement à plusieurs sculpteurs. Plus tard, il enseigne lui-même à l'académie royale des beaux-arts d'Anvers. En 1860, le musée des beaux-arts de Bruxelles lui commande un groupe en marbre sculpté intitulé L'attente. Il est considéré comme l'un des rénovateurs de la statuaire belge. À la science anatomique, il joint le mouvement et l'expression.

### Missions publiques
La plupart de ses travaux publics sont réalisés à Anvers. Jacques De Braekeleer a conçu, entre autres, Quinten Matsys, qui se trouve actuellement sur la Baron Dhanisplein à Anvers. Il collabore également avec Jean-Jacques Winders sur la statue de l'Escaut Vrij en 1883 et réalise divers décors de façades comme ceux du théâtre Bourla (statue représentant Polymnie) et de la Banque nationale de Belgique. Le musée royal des beaux-arts d'Anvers conserve deux de ses statues : Le massacre des innocents et le buste de Jacques Cuylits, échevin de la ville d'Anvers. Il est aussi l'auteur de la statue funéraire du peintre Joseph Lies (1821-1865), transférée au cimetière de Kiel. De Braekeleer élève également des statues pour les églises de Thieldonck et l'église Saint-André d'Anvers et réalise la statue du compositeur belge Albert Grisar placée à l'intérieur du théâtre royal d'Anvers.
Il est également l'auteur de la chaire de vérité en chêne de l'église Saint Nicolas de La Hulpe. 
En 1872, grâce à l'entremise du consul général de Belgique à Buenos-Aires, c'est Jacques De Braekeleer qui est mandaté afin de réaliser la statue funéraire du tombeau de l'homme politique argentin Valentín Alsina, inhumé au cimetière de la Recoleta de Buenos Aires.

### Dernières années
Professeur retraité, mais toujours membre effectif du corps académique et doyen des sculpteurs anversois, Jacques De Braekeleer réunissait volontiers autour de lui et de ses collections artistiques, ses amis peintres et graveurs : Charles Verlat, François Lamorinière, Frans Van Kuyck, ou Hendrik Frans Schaefels. Il meurt, le 25 octobre 1906, célibataire, à l'âge de 83 ans, en son domicile, 61 grand-rue de l'Église à Borgerhout. Le 29 octobre, après des absoutes en l'église Notre-Dame-aux-Neiges, il est inhumé au cimetière de Silsburg à Borgerhout.

## Honneurs
- Officier de l'ordre de Léopold (16 janvier 1892)[6].

- À Borgerhout, une rue porte son nom : la Jaak De Braekeleerstraat[5].

## Galerie

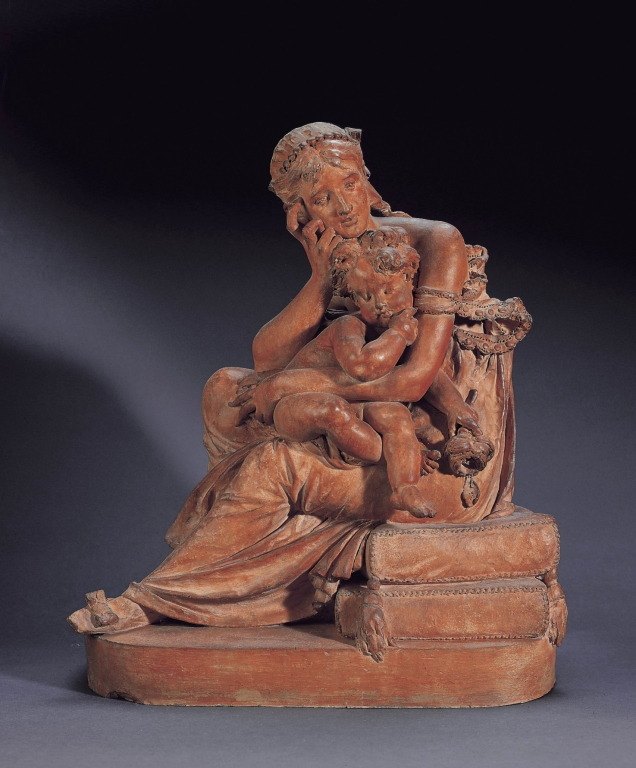
Mère et enfant.
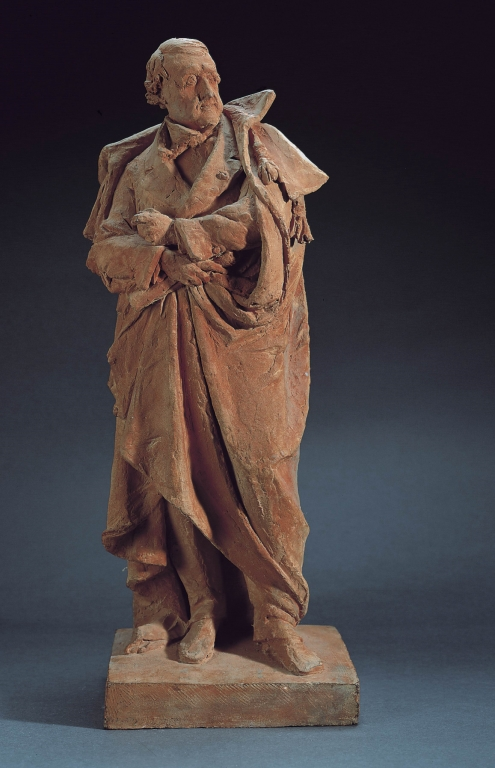
Le compositeur Gioacchino Rossini.
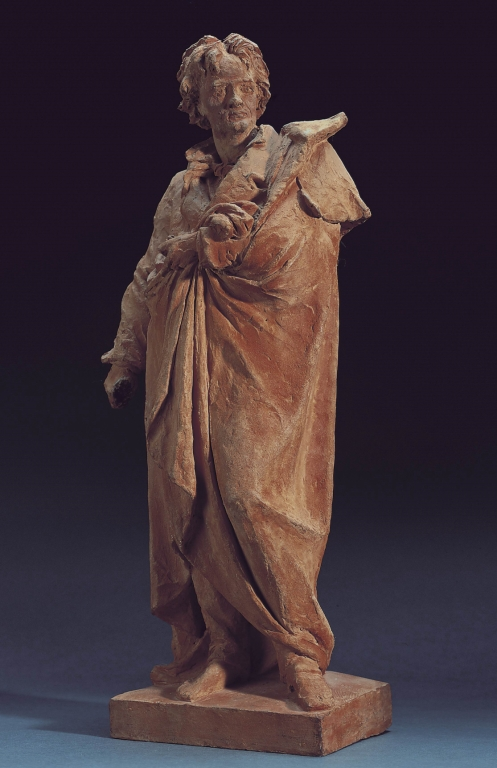
Le compositeur Ludwig von Beethoven.
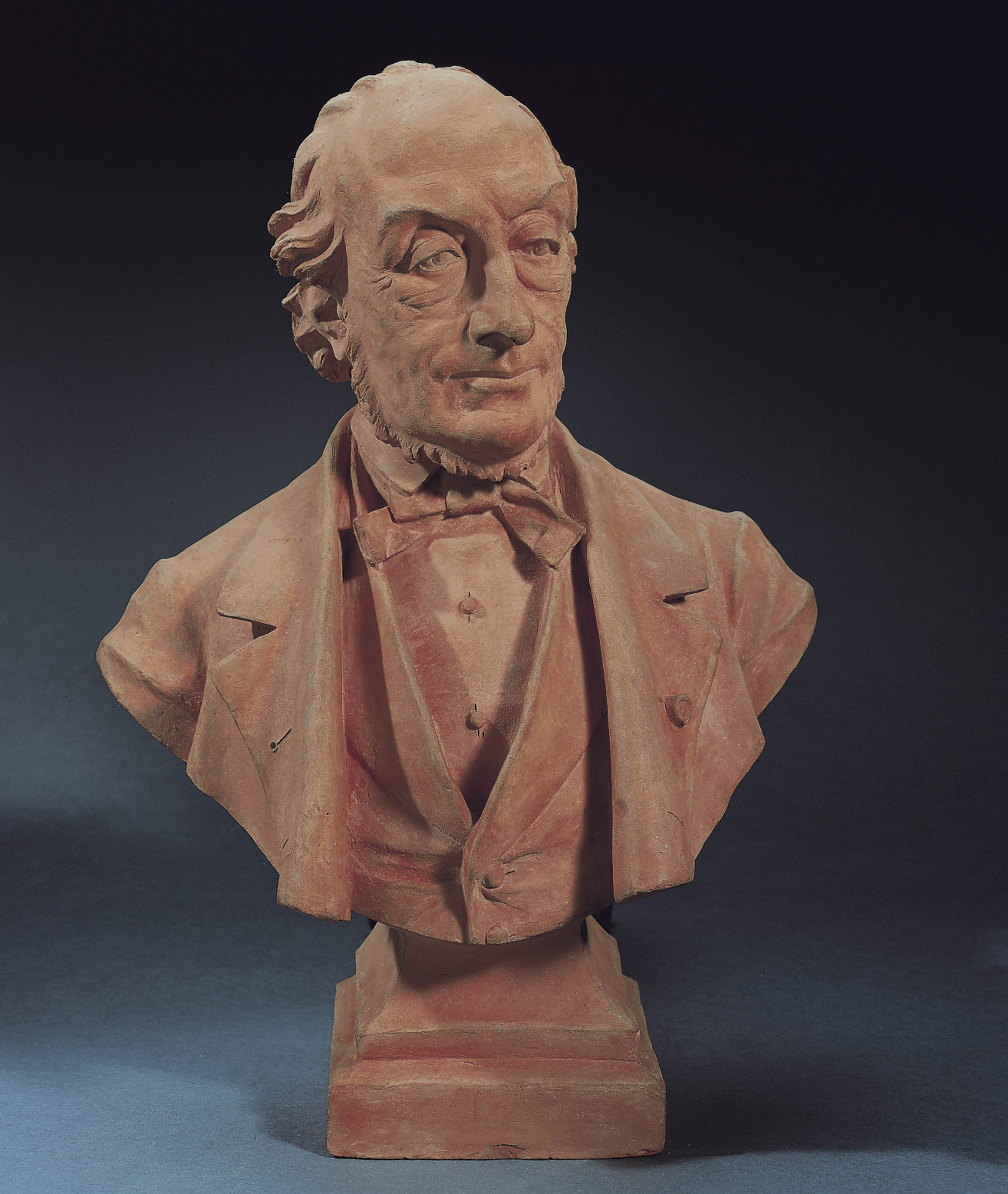
Portrait de Théophile Smekens.
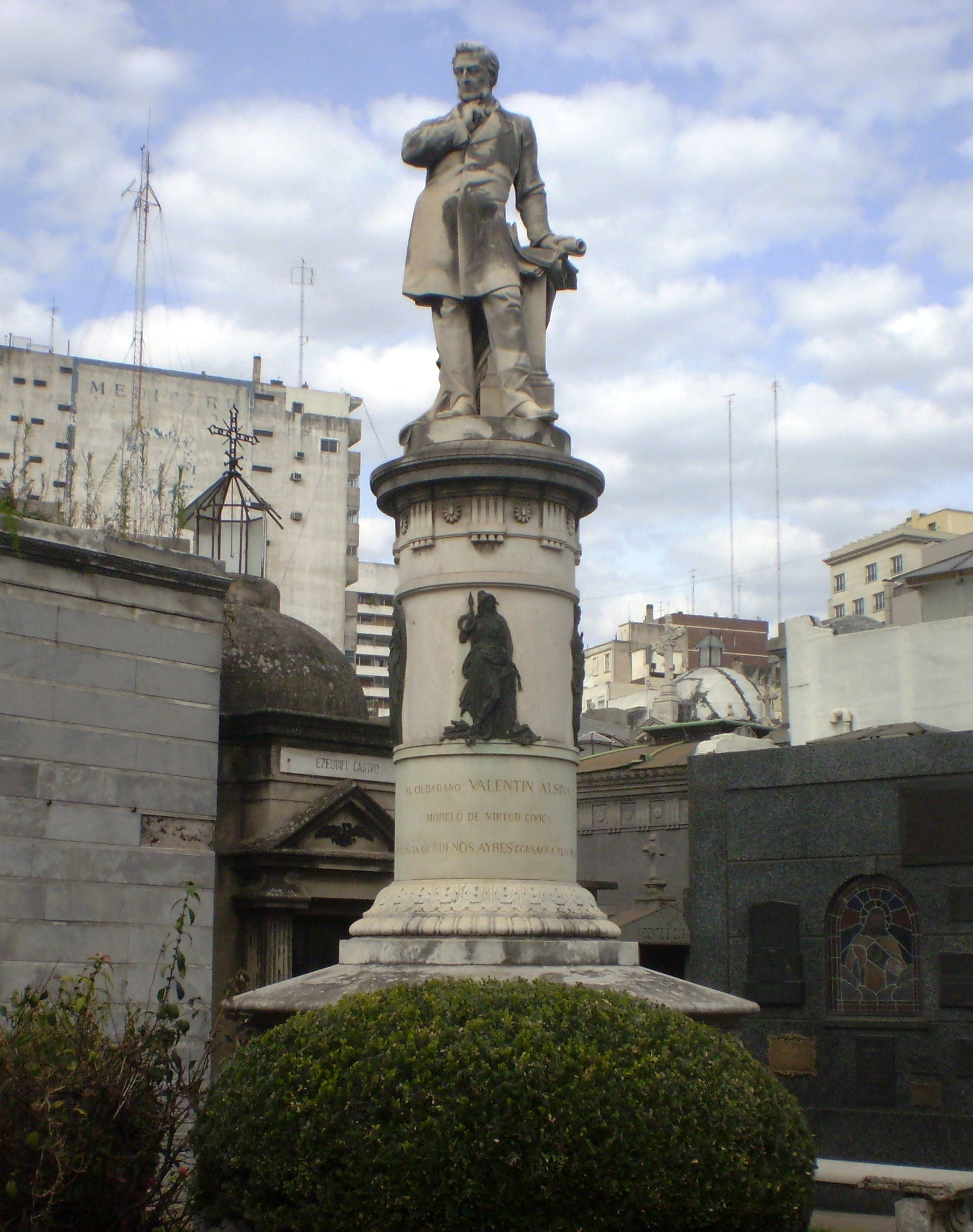
Statue funéraire du tombeau de Valentín Alsina à Buenos-Aires.